# William Jardine (Unternehmer)

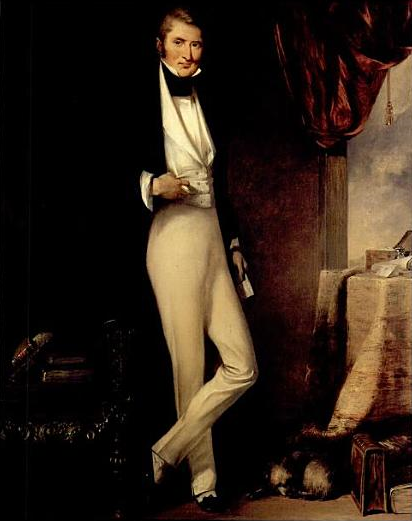
Porträt von William Jardine, George Chinnery, 1820

William Jardine (* 24. Februar 1784; † 27. Februar 1843) war ein schottischer Händler und Gründer von Jardine, Matheson & Co. (heute bekannt als Jardine Matheson Holdings). Groß wurde er als Opiumhändler und betrieb maßgeblich den Opiumkrieg in China.

## Herkunft und Werdegang
Jardine wurde in Schottland auf einer Farm geboren. Sein Vater starb als Jardine acht Jahre alt war. Durch die Unterstützung eines älteren Bruders konnte Jardine an der Universität Edinburgh einen Abschluss in Medizin erwerben. Mit neunzehn Jahren heuerte er als Chirurgenassistent auf einem Schiff der Ostindienkompanie an. 1805 wurde sein Schiff von einem französischen Kriegsschiff in Ostasien gekapert. Er wurde zusammen mit anderen Gefangenen am Kap der Guten Hoffnung ausgesetzt.
Aufgrund seiner Tätigkeit für die Kompanie war ihm als Offizier der Kompanie auf den Reisen ein privates Frachtkontingent zugeteilt. Durch Handel mit diesem verdiente Jardine Kapital für eine selbstständige Handelstätigkeit.

## Erfolg mit Jardine, Matheson & Co.
Jardine ließ sich als Händler in Kanton (Guangzhou) nieder. Sein Geschäftsmodell war der Verkauf von Opium für indische Exporteure und der Weiterverkauf an Schmuggler, welche die illegale Ware an Land und in Verkehr brachten. Sein Haupthandelspartner war der parsische Opiumhändler Jamsetjee Jejeebhoy. Jardine konnte durch die Geschäfte sein Vermögen deutlich vergrößern. Zusammen mit James Matheson übernahm er 1828 Magniac & Co. Durch Umbenennung wurde daraus 1832 Jardine, Matheson & Co.
Die Firma wurde das erfolgreichste der freien Handelshäuser. Nach einem Fehlversuch mit einem Dampfschiff setzte die Firma speziell konstruierte Opiumclipper ein, die einen saisonunabhängigen Nachschub mit Opium gewährleisten konnten. Ebenso arbeitete Jardine mit dem Missionar Karl Gützlaff zusammen. Nach dem Ende des Handelsmonopols der Ostindienkompanie für den Handel von Europa von und nach den Kolonien 1834 boomte das Geschäft der unabhängigen Handelshäuser. Er gehörte zu den Förderern der Botschaftsmission von Lord Napier, die nach einer nicht erfolgreichen militärischen Machtdemonstration in Kanton scheiterte. Ab 1837 gefährdeten die Maßnahmen des Generalgouverneurs von Lianguang ihre Geschäfte. Jardine und Matheson setzten ihre politischen Verbindungen und ihre gesellschaftliche Stellung für eine Öffnung Chinas durch einen Waffengang gegen die Qing-Dynastie ein.

## Politische Tätigkeit in England
Im Januar 1839 verließ Jardine Kanton in Richtung Europa, nachdem er mit Unterbrechungen dort zwanzig Jahre verbracht hatte. Er wurde Mitglied des Unterhauses. Er erwarb ein Stadthaus in der Upper Belgrave Street in London und Lanrick Castle als Landsitz in Schottland. Als der Erste Opiumkrieg 1839 ausbrach, befand sich Jardine in Großbritannien. Jardine war einer der führenden Lobbyisten für den Krieg. Er stand im engen Kontakt mit dem damaligen Außenminister Lord Palmerston. Er versorgte die britische politische und militärische Elite mit Informationen über China und lieferte die Basis für den Kriegsplan der britischen Streitkräfte.